# Bateria de níquel-ferro

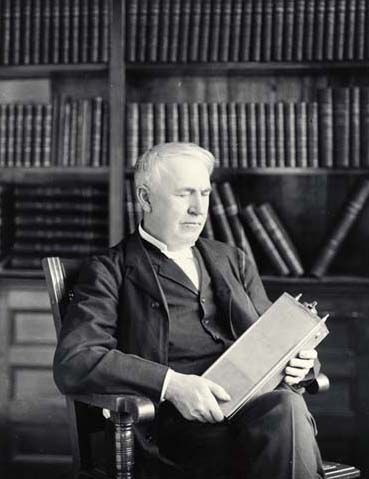
Thomas Edison em 1910 com uma célula de níquel-ferro da sua própria linha de produção

A bateria de níquel-ferro (bateria NiFe) é uma bateria recarregável com placas positivas de óxido-hidróxido de níquel (III) e placas negativas de ferro, com um eletrólito de hidróxido de potássio. Os materiais ativos são mantidos em tubos de aço niquelados ou em bolsas perfuradas. É uma bateria muito robusta que tolera abusos (sobrecarga, descarga excessiva e curto-circuito) e pode ter uma vida útil muito longa mesmo se for tratada dessa forma. É frequentemente usada em situações de reserva onde pode ser carregada continuamente e pode durar mais de 20 anos. Devido à sua baixa energia específica, baixa retenção de carga e alto custo de fabricação, outros tipos de baterias recarregáveis substituíram a bateria de níquel-ferro na maioria das aplicações.

## Usos
Muitos veículos ferroviários usam baterias NiFe. Alguns exemplos são as locomotivas elétricas subterrâneas de Londres e o vagão do metro de Nova York - R62A.
A tecnologia recuperou popularidade para aplicações fora da rede, onde o carregamento diário a torna uma tecnologia apropriada.
As baterias de níquel-ferro estão a ser investigadas para uso como baterias combinadas e eletrólise para produção de hidrogénio para carros e armazenamento com células de combustível. Esses “battolisadores” poderiam ser carregados e descarregados como baterias convencionais e produziriam hidrogénio quando totalmente carregados.

## Durabilidade
A capacidade destas baterias de sobreviver a ciclos frequentes deve-se à baixa solubilidade dos reagentes no eletrólito. A formação de ferro metálico durante a carga é lenta devido à baixa solubilidade do hidróxido ferroso. Embora a formação lenta de cristais de ferro preserve os elétrodos, ela também limita o desempenho de alta taxa: estas células carregam lentamente e só conseguem descarregar lentamente. As células de níquel-ferro não devem ser carregadas com uma fonte de tensão constante, pois podem ser danificadas por fuga térmica; a tensão interna da célula cai quando a gaseificação começa, aumentando a temperatura, o que aumenta a corrente consumida e, portanto, aumenta ainda mais a gaseificação e a temperatura.

## Eletroquímica
A reação de meia célula na placa positiva do óxido-hidróxido de níquel (III) preto NiO (OH) ao hidróxido de níquel (II) verde Ni (OH) 2:
{\displaystyle {\ce {2 NiO(OH) + 2 H2O + 2 e- <=> 2 Ni(OH)2 + 2 OH-}}}
e na placa negativa:
{\displaystyle {\ce {Fe + 2 OH- <=> Fe(OH)2 + 2 e-}}}
(A descarga é lida da esquerda para a direita, o carregamento é da direita para a esquerda.)
A tensão de circuito aberto é de 1,4 volts, caindo para 1,2 volts durante a descarga. A mistura eletrolítica de hidróxido de potássio e hidróxido de lítio não é consumida na carga ou descarga, portanto, diferentemente de uma bateria de chumbo-ácido, a gravidade específica do eletrólito não indica o estado de carga. A tensão necessária para carregar a bateria NiFe é igual ou superior a 1,6 volts por célula. A inclusão de hidróxido de lítio melhora o desempenho da célula. A tensão de carga de equalização é de 1,65 volts.

## História

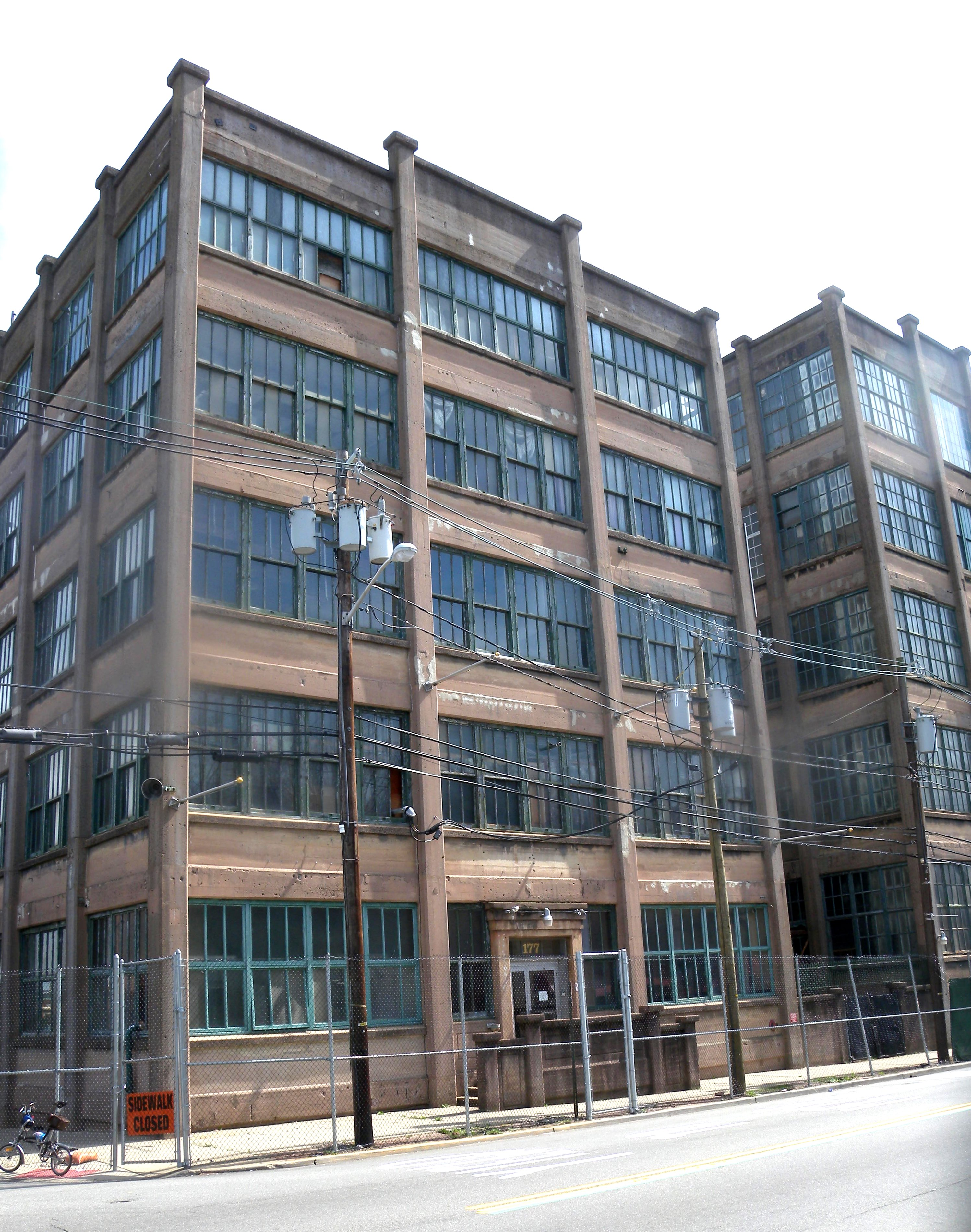
Edison Storage Battery Company

O inventor sueco Waldemar Jungner inventou a bateria de níquel-cádmio em 1899. Jungner experimentou substituir o cádmio pelo ferro em proporções variadas, incluindo 100% de ferro. Jungner descobriu que a principal vantagem sobre a química do níquel-cádmio era o custo, mas devido à menor eficiência da reação de carga e à formação mais pronunciada de hidrogênio (gaseificação), a tecnologia de níquel-ferro foi considerada insuficiente e abandonada. Jungner tinha várias patentes para a versão de ferro de sua bateria (patente sueca nº 8.558[ligação inativa]/1897, 10.177 /1899, 11.132 /1899, 11.487 /1899 e patente alemã No.110.210/1899). Além disso, ele tinha uma patente para bateria NiCd: Swed.pat No. 15.567 /1899.
Em 1901, Thomas Edison patenteou e comercializou a NiFe nos Estados Unidos e o ofereceu como fonte de energia para veículos elétricos, como o Detroit Electric e o Baker Electric. Edison afirmou que o design de níquel-ferro era "muito superior às baterias que usam placas de chumbo e ácido" (bateria de chumbo-ácido). Edison tinha várias patentes: Patente E.U.A. 678 722 /1901, Patente E.U.A. 692 507 /1902 e patente alemã nº 157.290/1901.
Edison ficou desapontado porque a sua bateria não foi adotada para dar arranque em motores de combustão interna e porque os veículos elétricos saíram de produção apenas alguns anos após o lançamento da sua bateria. Edison desenvolveu a bateria para ser a bateria preferida para veículos elétricos, que eram o meio de transporte preferido no início de 1900 (seguido pela gasolina e pelo vapor). As baterias de Edison tinham uma densidade de energia significativamente maior do que as baterias de chumbo-ácido em uso na época e podiam ser carregadas em metade do tempo; no entanto, elas tiveram um desempenho mau em baixas temperaturas e eram mais caras.
O trabalho de Jungner era praticamente desconhecido nos EUA até a década de 1940, quando as baterias de níquel-cádmio começaram a ser produzidas lá. Uma bateria de níquel-ferro de 50 volts foi a principal fonte de alimentação CC no foguete alemão V-2 da Segunda Guerra Mundial, juntamente com duas baterias de 16 volts que alimentaram os quatro giroscópios (geradores alimentados por turbina forneciam CA para seus servomecanismos acionados por amplificador magnético). Uma versão menor foi usada na bomba voadora V-1 . (ou seja, projetos da Operação Backfire de 1946.)
As baterias de Edison foram fabricadas com lucro entre 1903 e 1972 pela Edison Storage Battery Company em West Orange, Nova Jérsia. Em 1972, a empresa de baterias foi vendida para a Exide Battery Corporation, que descontinuou o produto em 1975. A bateria foi amplamente utilizada para aplicações de sinalização ferroviária, empilhadeiras e energia de reserva.
As células de níquel-ferro foram fabricadas com capacidades de 5 a 1250 Ah. Muitos dos fabricantes originais não fabricam mais células de níquel-ferro, mas a produção por novas empresas começou em vários países.

## Design da placa da bateria Edison original

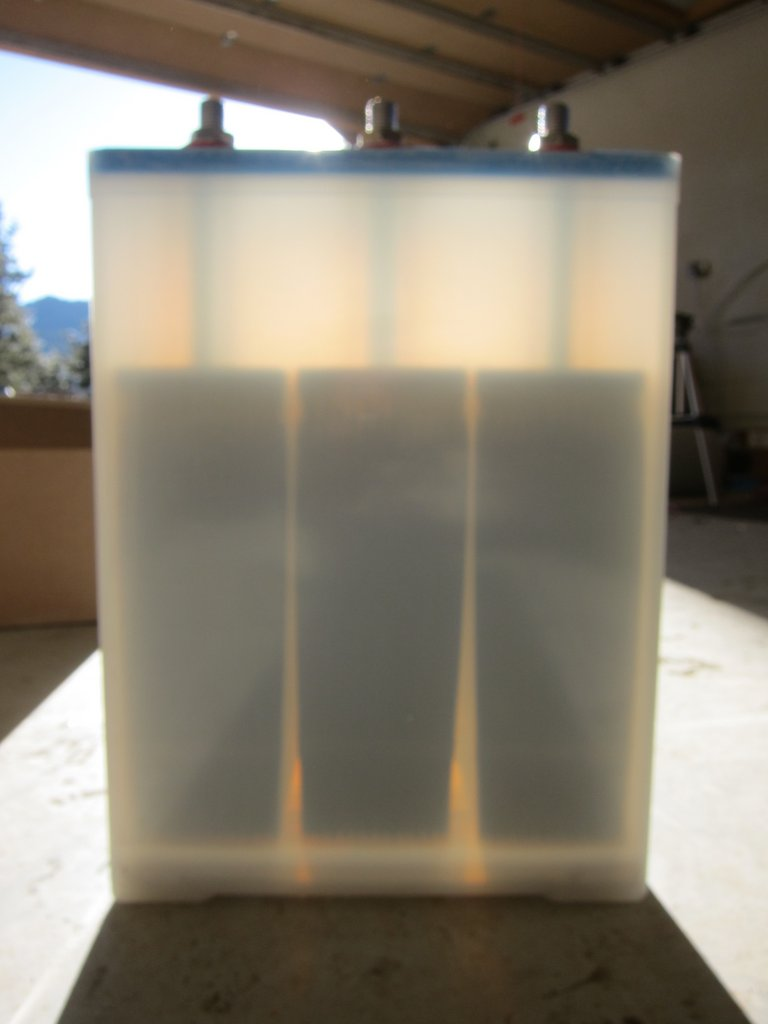
Uma moderna bateria de níquel-ferro com três células

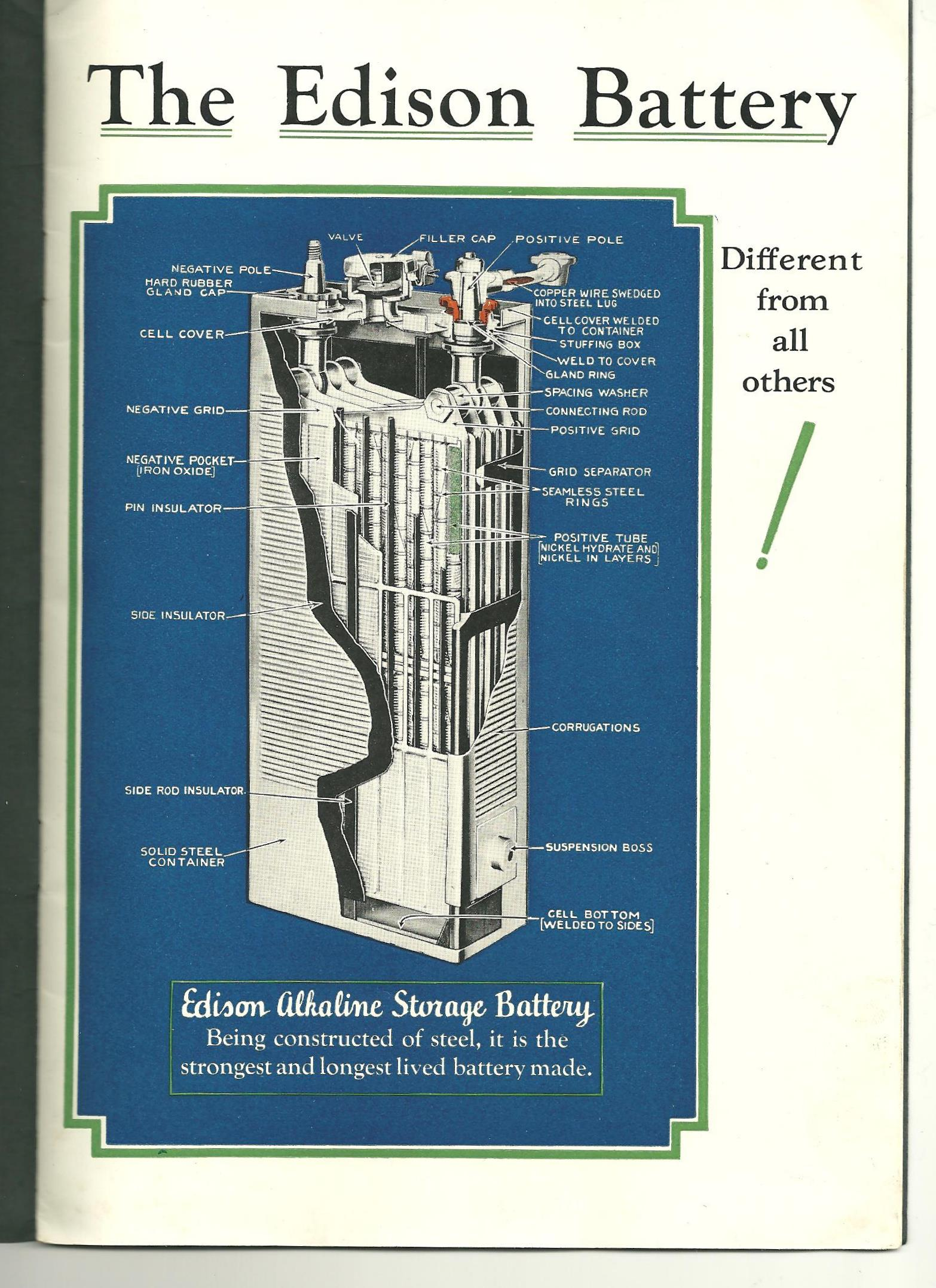
Os elementos de uma célula de níquel-ferro (NiFe)

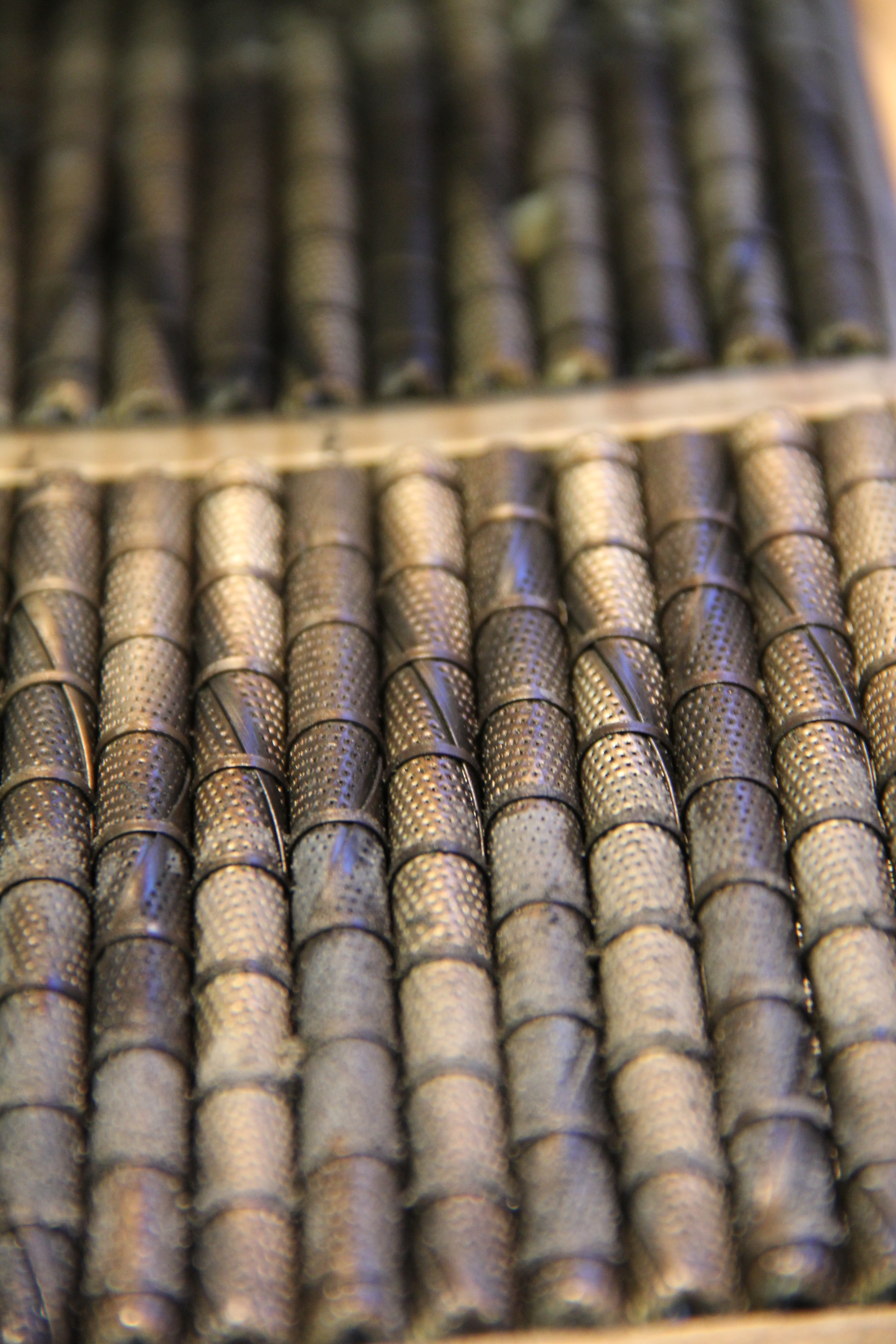
A placa positiva é preenchida com hidrato de níquel

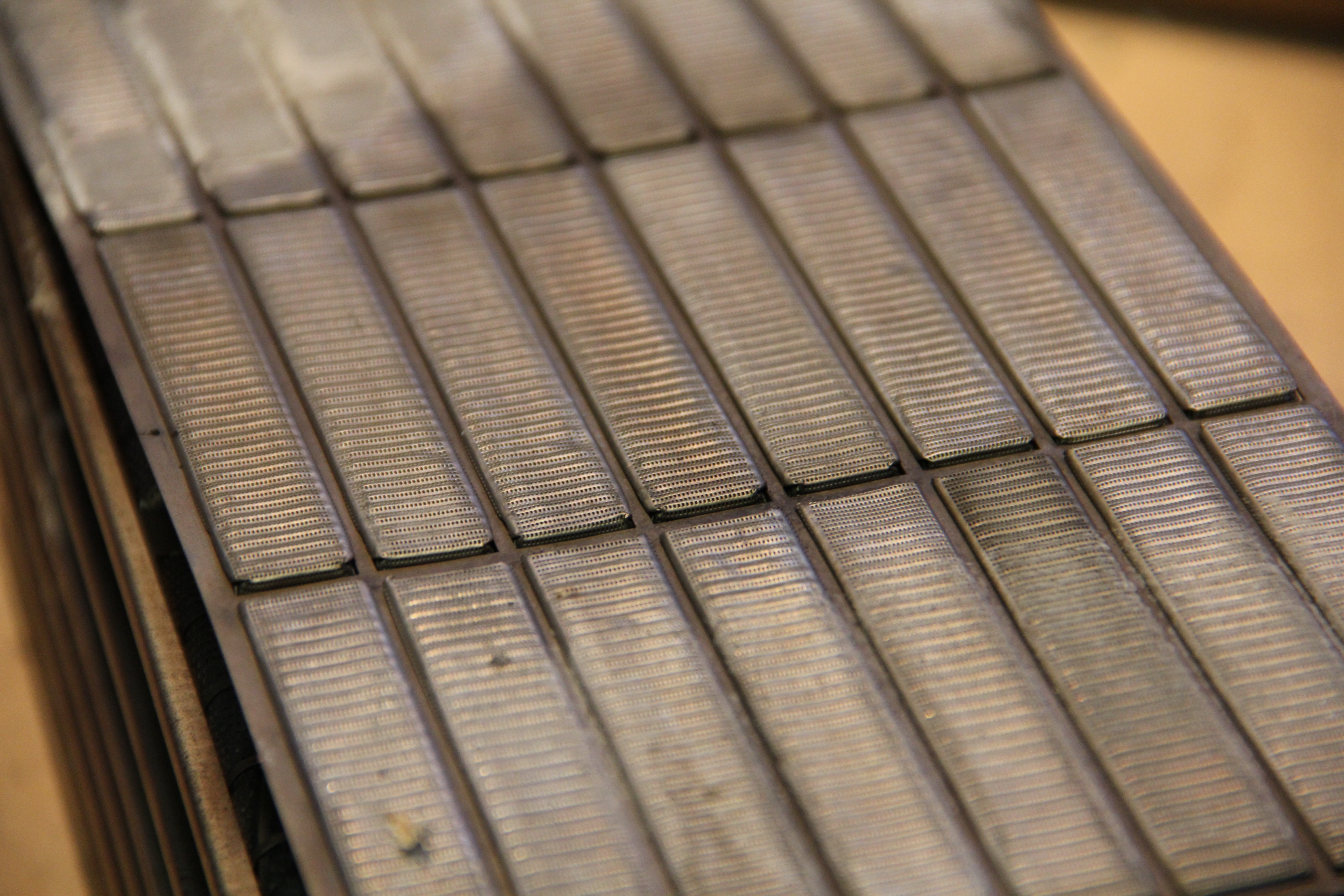
O material ativo das placas negativas de óxido de ferro

O material ativo das placas da bateria está contido em vários tubos ou bolsas cheias, montados com segurança numa estrutura de suporte ou grade condutora. O suporte está em bom contato elétrico com os tubos. A grade é uma estrutura leve, estampada em chapa de aço fina, com largura de reforço na parte superior. As grades, assim como todas as outras superfícies metálicas internas, são niqueladas para evitar corrosão. Os elementos devem permanecer recobertos com eletrólito; se secarem, as placas negativas oxidam e requerem uma carga muito longa.
O material ativo das placas positivas é uma forma de hidrato de níquel. Os retentores do tubo são feitos de fita de aço fina, finamente perfurada e niquelada, com cerca de 4 pol. longo e 1/4 pol. e 1/8 pol. em diâmetro. A fita é enrolada em espiral, com costuras sobrepostas e os tubos reforçados em cerca de 1/2 pol. em intervalos com pequenos anéis de aço. Nestes tubos, o hidrato de níquel e o níquel puro em flocos são carregados em camadas finas e alternadas (cerca de 350 camadas de cada por tubo) e são firmemente embalados ou compactados. A finalidade do níquel em flocos é fazer um bom contato entre o hidrato de níquel e os tubos e, assim, fornecer condutividade. Os tubos, quando cheios e fechados, são então montados verticalmente nas grades.
O material ativo das placas negativas é o óxido de ferro . Os bolsos de retenção são feitos de aço niquelado fino e perfurado, de formato retangular, 1/2 pol. largura, 3 pol. de comprimento e 1/8 pol. espessura máxima. O óxido de ferro, na forma de pó fino, é firmemente compactado nessas bolsas, após o que são montados nas grades. Após a montagem são prensados, forçando-os a entrar em contato próximo com as grades. Isto ondula os lados das bolsas para proporcionar um contacto de mola da bolsa com o material activo.

## Carga
A carga/descarga envolve a transferência de oxigénio de um elétrodo para outro (de um grupo de placas para outro). Consequentemente, este tipo de célula é às vezes chamada de célula de oxigénio. Numa célula carregada, o material ativo das placas positivas está superoxidado e o das placas negativas está num estado esponjoso ou reduzido.
Se a capacidade normal da célula for insuficiente, podem ser aplicadas cargas curtas de taxa aumentada, desde que a temperatura do eletrólito não exceda 115˚ F/46˚C. Estas cargas curtas são muito eficientes e não causam ferimentos. Taxas de até três vezes a taxa de carga normal (definida como C, a corrente igual à capacidade nominal da bateria dividida por 1 hora) podem ser empregadas por períodos de 30 minutos.
O carregamento total de uma célula NiFe consiste em sete horas na taxa normal da célula. No serviço, o valor da cobrança dada é regido pela extensão da quitação anterior. Por exemplo, uma bateria descarregada pela metade permite uma carga normal de 3,5 horas. A sobrecarga desperdiça corrente e causa rápida evaporação da água no eletrólito.
Para taxas de carga reduzidas, uma média de 1,67 volts deve ser mantida nos terminais da célula durante toda a carga. O valor da corrente no início da carga varia de acordo com a resistência elétrica. Na ausência de resistência, a taxa inicial será cerca de duas vezes normal e a taxa final cerca de 40% do normal.

## Descarga
Sob descarga as placas positivas são reduzidas (“desoxidadas”); o oxigénio, com a sua afinidade natural pelo ferro, vai para as placas negativas, oxidando-as. É permitido descarregar continuamente em qualquer taxa até 25% acima do normal e por curtos períodos até seis vezes o normal. Quando a taxa de descarga exceder este valor, ocorrerão quedas de tensão anormais.

## Eletrólito
O eletrólito não entra em combinação química para desempenhar as funções da célula, atuando como transportador. A sua gravidade específica não é afetada durante a carga e a descarga, exceto através da evaporação e mudanças de temperatura. É permitida uma variação considerável na gravidade específica, influenciando apenas a eficiência da bateria.

## Impacto ambiental
As baterias de níquel-ferro não contêm o chumbo ou cádmio das baterias de chumbo-ácido e de níquel-cádmio, que requerem tratamento como materiais perigosos . As baterias de níquel-ferro não causam problemas de derramamento, pois não há ácido no componente.